# Teatro La Fenice (Senigallia)
Il teatro La Fenice di Senigallia è lo storico teatro della città.
Il nuovo teatro La Fenice (1996) sorge sul medesimo luogo del vecchio teatro La Fenice (1839) e del precedente teatro comunale (1830).

## Storia

### Il teatro comunale
L'originale costruzione, non più esistente, fu affidata all'architetto locale Pietro Ghinelli in seguito ad una decisione dell'amministrazione comunale datata 3 settembre 1828: iniziati il 18 ottobre 1828 i lavori terminarono nel luglio 1830 e costarono 19.221 scudi. La struttura della sala presentava tre ordini sovrapposti di palchi per un totale di 63, sovrastati da un loggione, un ampio palcoscenico, camerini per attori e comparse, atrio per caffè e trattoria.
Nella notte del 9 agosto 1838, dopo la rappresentazione de "La battaglia di Navarino" di Giovanni Emanuele Bidera, il teatro andò tragicamente distrutto in uno spaventoso incendio. Il consiglio comunale si riunì quattro giorni dopo e decise la ricostruzione del teatro.
(Il Gonfaloniere di Senigallia)
La ricostruzione partì già nel gennaio dell'anno successivo concludendosi in circa 11 mesi.

### La Fenice
Il nuovo teatro comunale venne chiamato "La Fenice", come spesso accadeva per i teatri ricostruiti in seguito ai non rari incendi. Era caratterizzato da una struttura con platea di 182 m² di superficie, 99 palchi su quattro ordini (24 al primo e 25 a ciascuno degli altri) ed il loggione. La capienza sfiorava i 1.000 posti di cui 344 in platea.
Il teatro acquistò in breve tempo una grande fama, riproducendo opere di Carlo Goldoni ed allargando il periodo degli spettacoli, fino a questo momento limitati al periodo della locale fiera della Maddalena, anche al periodo carnevalesco.
Memorabile nel luglio 1904 fu la presenza a Senigallia di Pietro Mascagni che qui diresse l'Iris. Arrivato in città il 25 luglio in occasione di un'esposizione generale marchigiana, il maestro fu accolto calorosamente dalla popolazione e diresse la sua opera il 31 luglio.
Della sua breve ma positiva esperienza senigalliese il maestro Mascagni scrisse al sindaco dell'epoca Mengs:
« Il ricordo di questo mese, trascorso nella pace e circondato dalla simpatia non impallidirà mai nella mia mente e nel mio cuore. Debbo a Senigallia una delle maggiori mie soddisfazioni e le debbo anche le pagine del mio nuovo spartito ».
Il "nuovo spartito" fu probabilmente l'Amica del 1905.
L'attività del teatro senigalliese proseguì fino a quando il terremoto del 1930 lo condannò ad una forzata inagibilità.

### Oggi
Dopo molti decenni vennero avviati i lavori di ricostruzione, durante i quali venne alla luce un'area archeologica, in particolare l'incrocio di due delle principali strade della Sena Gallica romana. Il teatro moderno fu costruito al livello stradale attuale e sotto venne ricavato lo spazio per l'Area archeologica la Fenice, in cui sono musealizzati all'aperto i reperti rinvenuti durante i lavori.
Il 5 dicembre 1996 venne inaugurato il nuovo teatro "La Fenice". Trovandosi l'edificio nel medesimo posto di quello precedente, in un'area di confine tra le zone "storiche" della città, ogni facciata è stata costruita in una logica di rappresentare uno stile architettonico diverso: il prospetto lungo Via Pisacane ad esempio, rivolto verso la parte settecentesca della città, è caratterizzato da un ordine architettonico chiaramente ispirato ai portici Ercolani, anch'essi del settecento, mentre la parte del teatro che volge al centro storico presenta elementi cinquecenteschi come la grande finestra quadripartita presente in molti palazzi dell'epoca.
La sala degli spettacoli è di pianta rettangolare (32,80 m x 24,70 m) con il pavimento a gradoni di alzata progressivamente crescente ed ha una capienza di 874 posti. Il sipario è opera dell'artista Enzo Cucchi, realizzato nel 1996.
Mentre prima l'edificio era usato per la visione di film, ora, oltre ad ospitare le normali stagioni teatrali, è usato per spettacoli e riproduzioni cinematografiche per le scuole della zona.